# Vầy Nưa
Vầy Nưa là một xã thuộc huyện Đà Bắc, tỉnh Hòa Bình, Việt Nam.
Xã Vầy Nưa có diện tích 60,7 km², dân số năm 1999 là 2293 người, mật độ dân số đạt 38 người/km².